# Josh Huff
Pour les articles homonymes, voir Huff.
(en) Statistiques sur pro-football-reference
Josh Huff, né le 14 octobre 1991 à Houston au Texas, est un joueur américain de football américain et de football canadien évoluant au poste de wide receiver.

## Biographie

### Carrière universitaire
Il étudie à l'université d'Oregon et joue alors pour les Ducks de l'Oregon de 2010 à 2013.

### Carrière professionnelle

#### NFL
Il est sélectionné à la 86e place (deuxième tour) de la Draft 2014 par les Eagles de Philadelphie. Il rejoint alors l'entreîneur des Eagles Chip Kelly qui est également l'ancien entraîneur des Ducks de l'Oregon. Il joue deux saisons complètes à Philadelphie, puis est libéré par les Eagles en novembre 2016. Il signe avec les Buccaneers de Tampa Bay, avec lesquels il joue trois matchs en 2016. Il signe en janvier 2018 avec les Saints de la Nouvelle-Orléans mais est libéré avant le début de la saison.

#### AAF
Il s'aligne en 2019 avec les Hotshots de l'Arizona de l'éphémère Alliance of American Football.

#### LCF
Le 10 mai 2019, Huff signe avec les Stampeders de Calgary de la Ligue canadienne de football. 
Le 9 novembre 2021, il signe un contrat avec les Argonauts de Toronto. 